# Joint Operation Opal Coast
Joint Operation Opal Coast ook wel gekend als JO Opal Coast is de naam van een gezamenlijke operatie van Frontex, het Europees Grens- en Kustwachtagentschap. Het operatiegebied spreidt zich uit over kustgebieden langs Het Kanaal in het noorden van Frankrijk en de kustlijn van België. De Opaalkust, een Franse kuststrook die zich in het operatiegebied bevindt, geeft zijn naam aan de operatie.
De operatie heeft als doel België en Frankrijk bij te staan om hun kustlijn te bewaken; het detecteren en vermijden van illegale grensoverschrijdingen met boten naar het Verenigd Koninkrijk, de bestrijding van mensensmokkel en een Europese coördinatie en ondersteuning van kustwacht- en de van SAR-operaties.

## Context
In het Verenigd Koninkrijk bestaat er geen identificatieplicht en is men niet verplicht een identiteitskaart op zak te hebben. Daarnaast is Het Kanaal aan het Nauw van Calais slechts 34 km breed tussen Frankrijk en het Verenigd Koninkrijk. Dit zorgt ervoor dat heel wat er heel wat immigratie ontstaat van transmigranten die willen doorreizen vanuit Frankrijk met bootjes naar het Verenigd Koninkrijk om zich er (illegaal) te gaan vestigen. Daarnaast is Het Kanaal een drukbevaren zeeroute wat een oversteek levensgevaarlijk maakt.

## Oorzaak
Op 24 november 2021 verloren minstens 27 transmigranten het leven bij een schipbreuk in Het Kanaal toen zij probeerden het Verenigd Koninkrijk te bereiken. Volgens statistieken van de Internationale Organisatie voor Migratie (IOM) zouden er dat jaar al minstens 8.000 bootvluchtelingen zijn gered op zee. Verschillende andere bronnen spreken over 21.000 tot 25.800 mensen die het Verenigd Koninkrijk wisten te bereiken. In een reactie van Frans president Emmanuel Macron op het drama zei hij dat "Frankrijk het Kanaal geen begraafplaats zal laten worden en alles in het werk te stellen om de verantwoordelijken van deze tragedie op te sporen en te veroordelen”
Tijdens een spoedoverleg op 28 november 2021 in het Noord-Franse Calais kwamen België, Frankrijk, Nederland, Duitsland, De Europese Commissie, Europol en Frontex bijeen om een nauwere samenwerking te bespreken op verdrinkingen te vermijden. Er werd afgesproken om onder meer gezamenlijke grenscontroles uit te voeren, een betere samenwerking tussen gerechtelijke autoriteiten en betere uitwisseling van inlichtingen mogelijk te maken. In de marge van dit overleg werd ook naar de Britten gewezen om hun migratiemodel te herbekijken. 
Door Frontex werd beslist om onder meer een vliegtuig in te zetten om dag en nacht te patrouilleren boven de kusten van Frankrijk, België en Nederland in de regio en de lokale politiediensten te ondersteunen. Europol beloofde eveneens ondersteuning aan de lidstaten.

## Statistieken
Ondanks de grotere inzet van middelen om illegale grensoverschrijdingen via Het Kanaal te voorkomen bleek volgens cijfers van het Britse Home Office dat in 2024 er zo'n 36.816 mensen erin slaagden om het Verenigd Koninkrijk te bereiken. Een lager aantal dan de 45.755 mensen die in 2022 de oversteek deden, maar meer dan in 2023 en 2021.

De Internationale Organisatie voor Migratie (IOM) registreerde voor 2024 zo'n 82 doden en vermisten. Dit is een stijging tegenover de 24 slachtoffers in 2023 en de 16 slachtoffers in 2022 sinds het begin van de operatie. 